# Museo Nacional de Fotografía (Marruecos)
El Museo Nacional de Fotografía (en árabe: المتحف الوطني للفوتوغرافيا‎) es un museo de arte dedicado a la fotografía ubicado en Rabat, Marruecos, dentro de la reutilizada fortaleza Burj Kebir del siglo XIX en el barrio L'Ocean. Este museo fue iniciado por la Fundación de Museos Nacionales de Marruecos (FNM) e inaugurado el 14 de enero de 2020.

## Ubicación

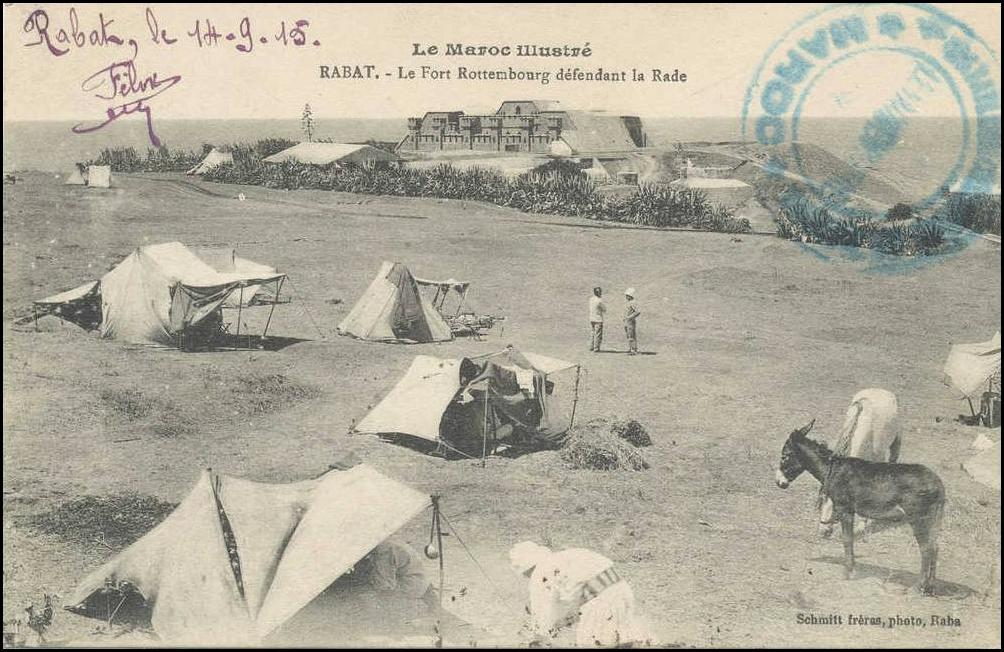
La fortaleza Burj Kebir en 1915.

El museo se encuentra situado dentro de los restos de la fortaleza Burj Kebir, también conocida como Fuerte Rottembourg. El fuerte se construyó entre 1888 y 1894 bajo el reinado del sultán Hasán I. Rottembourg hace referencia a Walter Rottemburg, ingeniero alemán que supervisó la construcción de la fortaleza. El fuerte recibió inicialmente un regalo de 20 cañones de Hamburgo, de los cuales dos todavía se encuentran en el lugar.

## Apertura

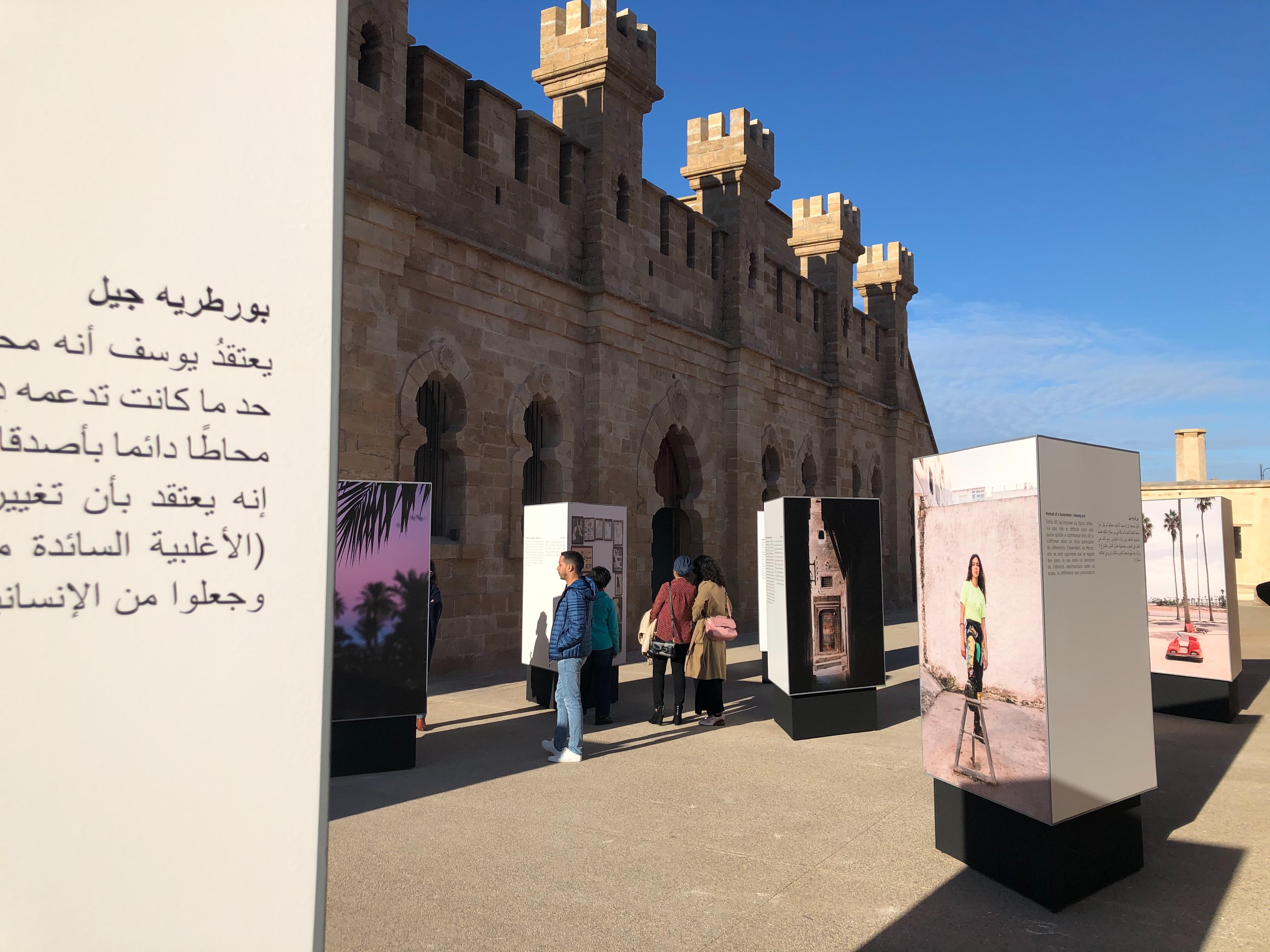
Visitantes observando las obras del fotógrafo marroquí M'hammed Kilito Retrato de una generación, expuestas al aire libre frente a la fortaleza Burj Kebir.

El Museo Nacional de Fotografía fue inaugurado el 14 de enero de 2020. Mehdi Qutbi, presidente de la Fundación de los Museos Nacionales de Marruecos, creadora del museo, explicó en una declaración a la prensa: "En este espacio, Fort Rottembourg, situado al lado de un barrio de bajos ingresos, intentamos transmitir un mensaje que dice que la cultura debe ser accesible a todos los marroquíes".